# اقلیت حاکم
اقلیت حاکم به گروهی گفته می‌شود که با وجود اینکه نمایندهٔ درصد کوچکی از جمعیت جامعه هستند، قدرت اقتصادی، سیاسی، یا فرهنگی آن جامعه را در دست دارند. این عبارت بیشتر برای اشاره به گروه‌های قومیتی استفاده می‌شود که در چارچوب نژاد، دین، تابعیت، قبیله، و فرهنگ تعریف می‌شوند. برای مثال آفریقای جنوبی در دوران رژیم آپارتاید تحت حکومت اقلیت آفریکانرهای سفید قرار داشت. از اقلیت‌های حاکم معاصر دیگر می‌توان از سیاهپوستان آمریکایی در لیبریا، اعراب سنی در عراق بعثی، علویان در سوریهٔ تحت حکومت خانواده اسد، و توتسی‌ها در رواندا نام برد.